# Contarinia inquilina
Contarinia inquilina är en tvåvingeart som beskrevs av Rubsaamen 1917. Contarinia inquilina ingår i släktet Contarinia och familjen gallmyggor. Inga underarter finns listade i Catalogue of Life.